# Lao Cai
Lao Cai (vietnamita: Lào Cai) é uma província do Vietnã.